# Campylaspis amblyoda
Campylaspis amblyoda är en kräftdjursart som beskrevs av Gamo 1960. Campylaspis amblyoda ingår i släktet Campylaspis och familjen Nannastacidae. Inga underarter finns listade i Catalogue of Life.